# Berg (Metten)
Berg ist ein Gemeindeteil des Marktes Metten im niederbayerischen Landkreis Deggendorf.
Das Kirchdorf liegt etwa zwei Kilometer nordöstlich des Kernortes Metten. Am westlichen Ortsrand verläuft die Kreisstraße DEG 2.

## Sehenswürdigkeiten
In der Liste der Baudenkmäler in Metten sind für Berg drei Baudenkmale aufgeführt:
- Die im Kern um 1299 errichtete katholische Filialkirche St. Peter und Paul ist ein kleiner barockisierter Saalbau mit eingezogenem, wohl spätgotischem Chor und Nordturm. Um 1760 wurde die Kirche erneuert. Der Turmunterbau ist romanisch, der Oberbau stammt aus dem Jahr 1893. Die aus dem 18./19. Jahrhundert stammende Kirchhofmauer wurde aus Naturstein errichtet.
- Die 1872 erbaute ehemalige Schule (Kirchplatz 7) ist ein zweigeschossiger Flachsatteldachbau mit Kniestock und Lisenengliederung. Das Zwerchhaus mit Toiletten wurde um 1925 errichtet. Der um 1872 errichtete Stadel ist ein hölzerner Satteldachbau.
- Der aus dem 19. Jahrhundert stammende Dorfbrunnen (Kirchplatz / Lehmberger Straße / Maurus-Dietl-Straße) ist eine gusseiserne klassizierende Brunnensäule mit genietetem Trog.

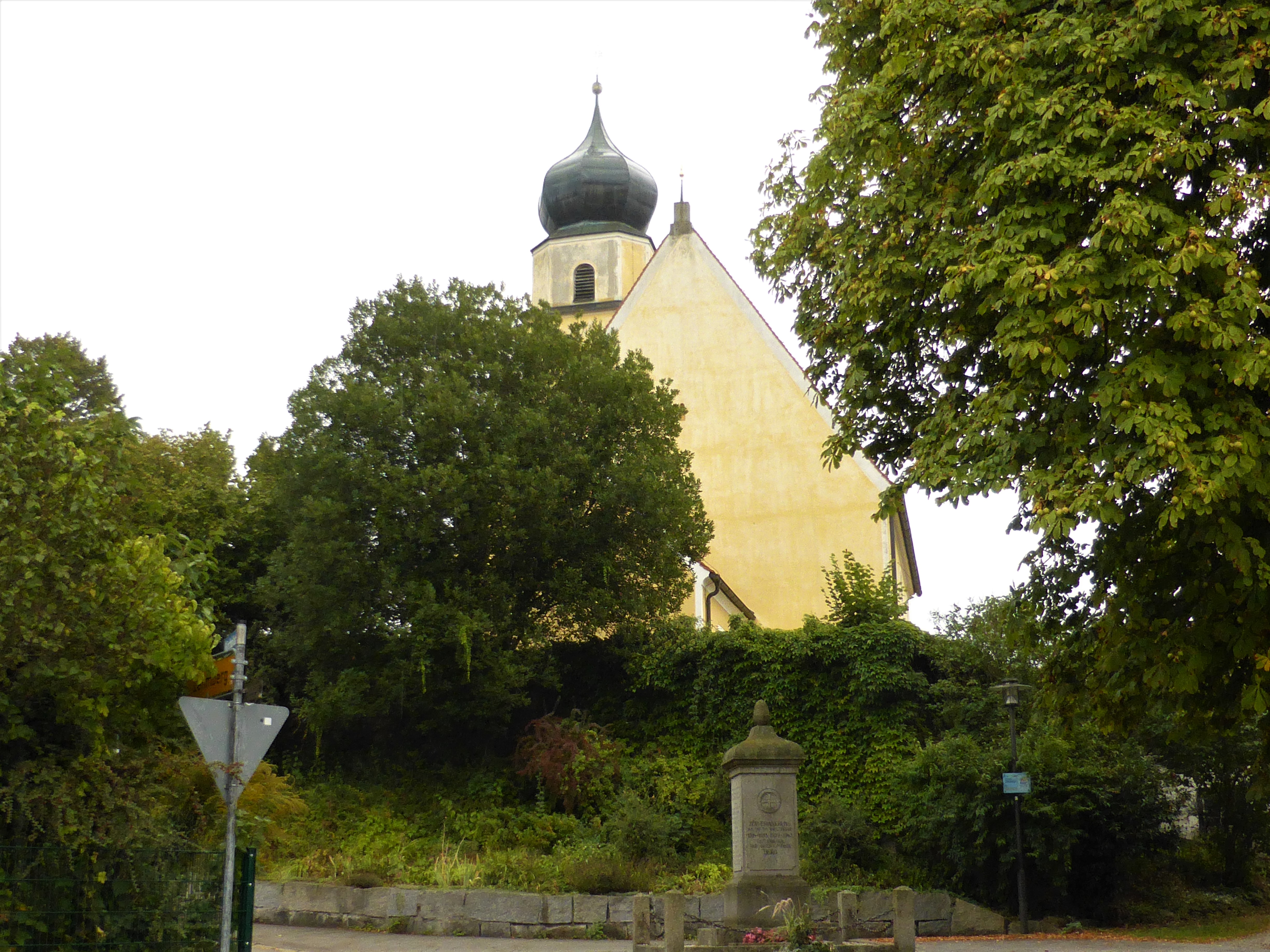
Katholische Filialkirche St. Peter und Paul
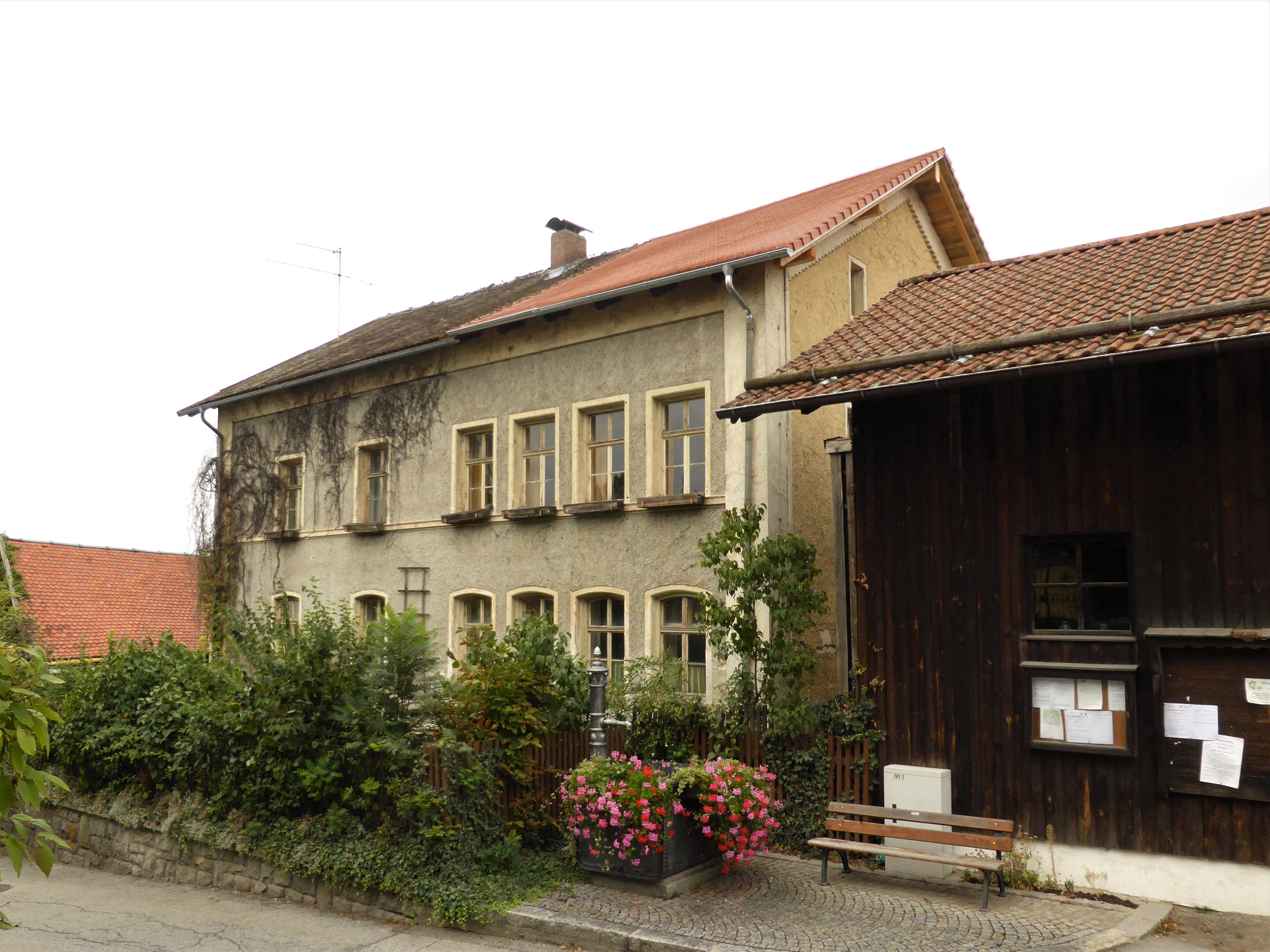
Ehemalige Schule und Stadel (2019)
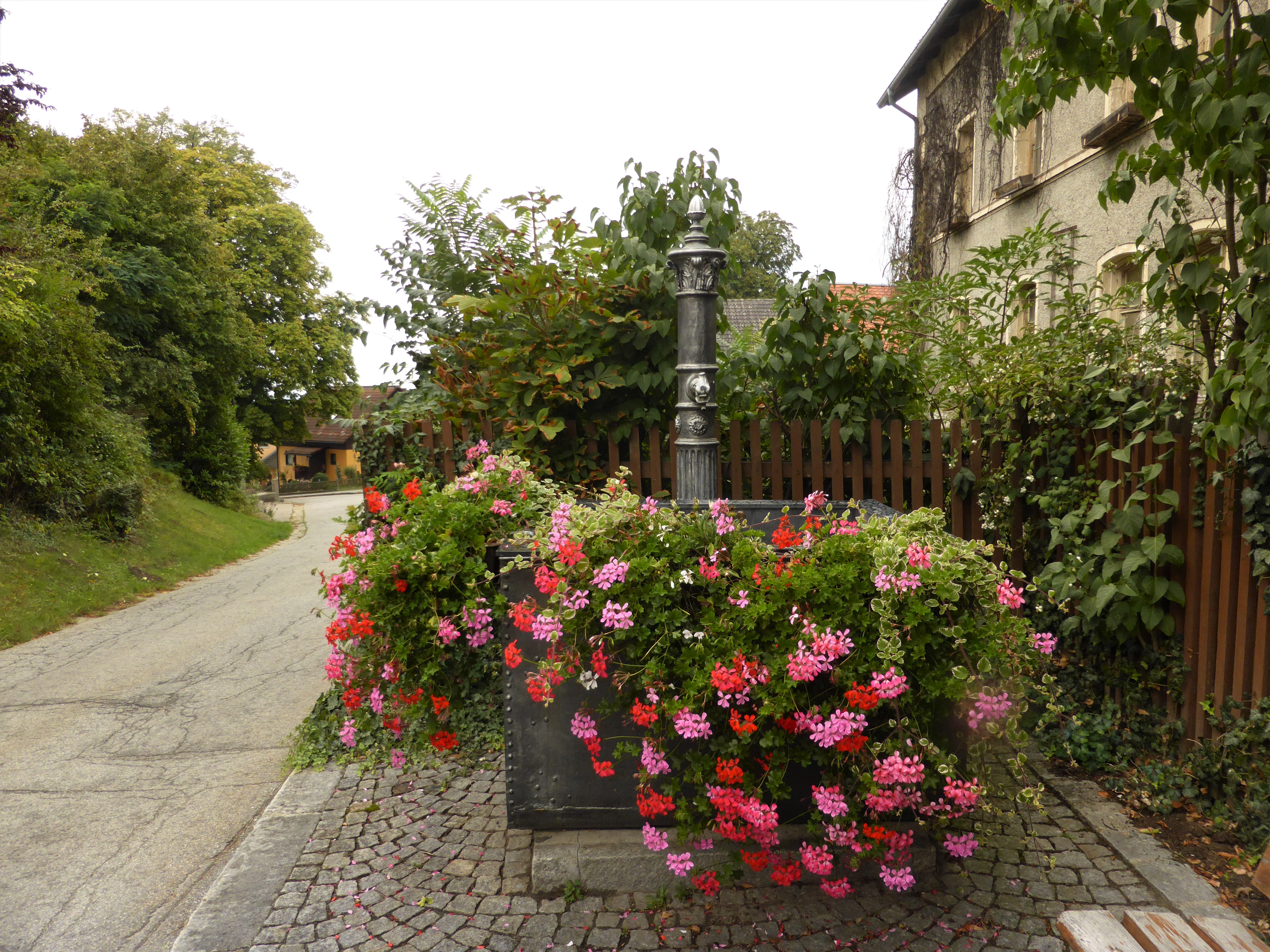
Dorfbrunnen (2019)